# Jan Rýpar
Jan Rýpar (14. června 1882 Velká u Hranic – 11. června 1938 Praha) byl československý politik a meziválečný poslanec a senátor Národního shromáždění za Československou stranu lidovou.

## Biografie
Působil jako veřejný aktivista v Slezsku a na severní Moravě. Vystudoval gymnázium ve Valašském Meziříčí a pak teologickou fakultu v Olomouci a filozofickou fakultu Karlovy university v Praze. Působil jako katecheta na soukromých školách provozovaných Ústřední maticí školskou v Opavě a jako profesor na reálném gymnáziu v Orlové a Moravské Ostravě. Angažoval se v katolické tělovýchově (spolek Orel). V Opavě vydával list Naše Slezsko a Katolické noviny. Agitoval i mezi českojazyčnými obyvateli Hlučínska.
Od mládí pracoval v Opavě v Šrámkově Moravsko-slezské křesťansko-sociální straně a pak v Československé straně lidové. Zastával funkci člena krajské lidové rady v Moravské Ostravě, zemského výkonného výboru v Brně a byl starostou orelské župy Pavla Křížkovského v Opavě.
V letech 1918-1920 zasedal za Československou stranu lidovou v Revolučním národním shromáždění. V parlamentních volbách v roce 1920 se stal poslancem Národního shromáždění a mandát obhájil v následujících volbách, tedy v parlamentních volbách v roce 1925 i parlamentních volbách v roce 1929. Později přešel do horní komory parlamentu. V parlamentních volbách v roce 1935 získal senátorské křeslo v Národním shromáždění. V senátu setrval do své smrti roku 1938. Pak ho v parlamentu nahradil Bedřich Brož.
Podle údajů k roku 1929 byl povoláním profesorem v Opavě. Zasloužil se o výstavbu kostela v obci Vřesina. Pro svůj zájem o podporu budování nových sakrálních staveb býval nazýván stavitelem chrámů.
Jeho politické vystupování bylo velmi bojovné, často se střetával se svými odpůrci i fyzicky (byl mohutné postavy), protivníci ho nazývali „bojovým klerikálním kohoutem“. Rád cestoval, osobním automobilem projel Francii, Anglii, Itálii, Německo a mnoho dalších evropských zemí. Jeho pracovní aktivita se mu stala osudnou, když zemřel na srdeční infarkt ve vlaku cestou do Prahy na jednání Senátu.